# 마거릿 코트
마거릿 진 코트(Margaret Jean Court, 1942년 7월 16일~) 또는 마거릿 스미스 코트(Margaret Smith Court)는 전 세계 랭킹 1위였던 오스트레일리아의 여자 테니스 선수이다.
그녀는 1970년에 오픈 시대 최초로, 그리고 전체 테니스 역사상 두 번째로 한 해에 4개의 그랜드 슬램 단식에서 모두 우승한 여자 선수가 되었다. 그녀는 24개의 그랜드 슬램 단식 타이틀을 획득하여 역대 남녀 선수를 통틀어 가장 많은 그랜드 슬램 단식 우승 기록을 갖고 있다. 또한 복식과 혼합 복식을 포함한 그랜드 슬램 타이틀 수는 총 62개 (단식 24개, 여자 복식 19개, 혼합복식 19개)로, 이 또한 역대 남녀 선수 중 최다 기록이다. 그녀는 4개 그랜드 슬램의 단식·복식·혼합복식에서 모두 우승하여 트리플 크라운을 달성한 역대 세 명의 여자 선수 중 한 명이기도 하다. 국제 테니스 명예의 전당은 그녀를 일컬어 "그녀의 뛰어난 실력과 빛나는 업적은 그 어떤 선수와도 비교될 수 없다"고 칭하였다.

## 서훈
- 1967년 대영 제국 훈장 5등급(MBE)
- 2007년 오스트레일리아 훈장 오피서(AO)